# Ново-Акатуйське сільське поселення
Ново-Акату́йське сільське поселення (рос. Ново-Акатуйское сельское поселение) — сільське поселення у складі Александрово-Заводського району Забайкальського краю Росії.
Адміністративний центр — село Новий Акатуй.

## Історія
Станом на 2002 рік існувала Акатуйська сільська адміністрація (села Базаново, Новий Акатуй, Старий Акатуй).

## Населення
Населення сільського поселення становить 834 особи (2019; 1005 у 2010, 1225 у 2002).

## Склад
До складу сільського поселення входять:
| Населений пункт     | Населення, осіб (2002) | Населення, осіб (2010) |
| ------------------- | ---------------------- | ---------------------- |
| Базаново, село      | 111                    | 82                     |
| Новий Акатуй, село  | 866                    | 732                    |
| Старий Акатуй, село | 248                    | 191                    |